# Niptera muelleri-argoviensis
Niptera muelleri-argoviensis är en svampart som beskrevs av Rehm 1906. Niptera muelleri-argoviensis ingår i släktet Niptera, ordningen disksvampar, klassen Leotiomycetes, divisionen sporsäcksvampar och riket svampar.   Inga underarter finns listade i Catalogue of Life.